# Microrégion de Diamantina
 (février 2025).
Si vous disposez d'ouvrages ou d'articles de référence ou si vous connaissez des sites web de qualité traitant du thème abordé ici, merci de compléter l'article en donnant les références utiles à sa vérifiabilité et en les liant à la section « Notes et références ».
La microrégion de Diamantina est l'une des cinq microrégions qui subdivisent la mésorégion du Jequitinhonha, dans l'État du Minas Gerais au Brésil.
Elle comporte 8 municipalités qui regroupaient 82 063 habitants en 2006 pour une superficie totale de 7 348 km2.

## Municipalités[1]
- Couto de Magalhães de Minas
- Datas
- Diamantina
- Felício dos Santos
- Gouveia
- Presidente Kubitschek
- São Gonçalo do Rio Preto
- Senador Modestino Gonçalves